# Sint-Laurentiuskerk (Klerken)

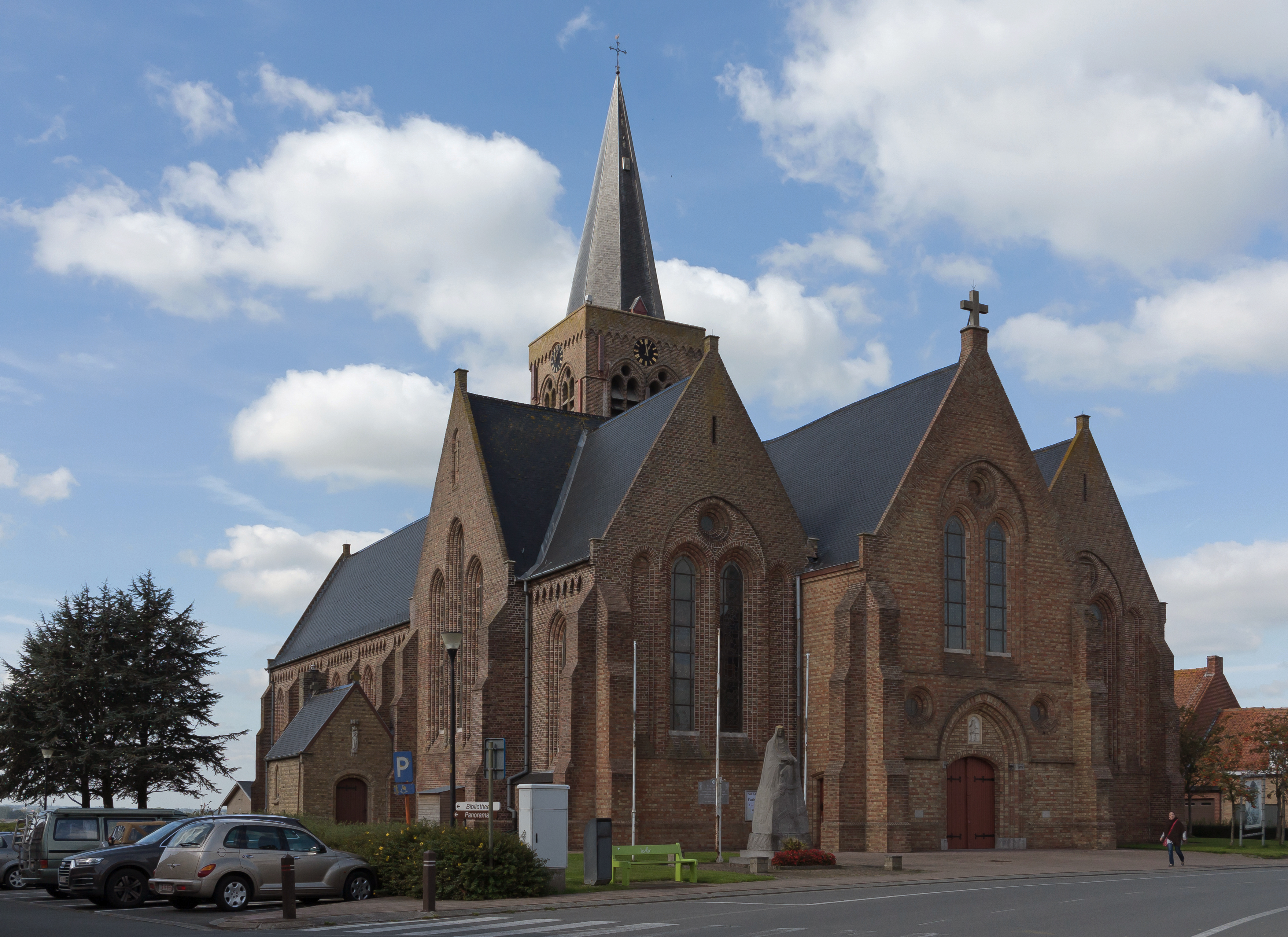
Sint-Laurentiuskerk

De Sint-Laurentiuskerk is de parochiekerk van de tot de West-Vlaamse gemeente Houthulst behorende plaats Klerken, gelegen aan de Dorpsstraat.

## Geschiedenis
In 961 werd te Klerken een hulpkapel van de parochie van Esen gesticht. Midden 10e eeuw was er sprake van een Sint-Antoniuskapel. In 1144 werd Klerken een zelfstandige parochie en de kapel werd verheven tot parochiekerk, gewijd aan Sint-Laurentius. Ook werd de kapel uitgebreid tot een volwaardig, eenbeukig kerkje. In 1519 werd een zuidbeuk en in 1613 een noordbeuk aangebouwd. In de 19e eeuw werd de kerk meermalen uitgebreid en van 1867-1882 werd een neogotische oosttoren met portaal gebouwd naar ontwerp van Pierre Buyck.
Tijdens de Eerste Wereldoorlog werd de kerk verwoest en van 1920-1923 werd de kerk herbouwd naar ontwerp van Jozef Viérin. De neogotische uitbreidingen van de 19e eeuw werden echter niet gevolgd. Men sloot aan bij de regionale bouwstijlen en men koos ook weer voor een georiënteerde kerk met westportaal. In 1930 werd de kerk ingewijd.
In 1960 werd het kerkhof verplaatst. Ook werd het hoofdkoor en de sacristie afgebroken.

## Gebouw
Het betreft een driebeukige hallenkerk, uitgevoerd in gele baksteen. De middenbeuk is iets vooruitspringend en aan de noordzijde, tegen het vooruitspringend deel van de middenbeuk, is de westtoren aangebouwd. Het oorspronkelijke oostkoor werd in 1965 omgebouwd tot oostportaal.
Het interieur wordt overwelfd door spitstongewelven.